# 福岡県立北九州高等学校
福岡県立北九州高等学校（ふくおかけんりつ きたきゅうしゅうこうとうがっこう）は、福岡県北九州市小倉南区若園五丁目にある公立高等学校。

## 歴史
- 1966年（昭和41年）4月11日 - 開校。
- 1986年（昭和61年）4月11日 - 普通科体育コースを新設。

## 学科
全日制
- 普通科
  - 普通コース
  - 体育コース

## 校歌
- 作詞: 劉寒吉
- 作曲: 木村満

## 通学区域
普通コースの通学区域は福岡県第2学区に含まれる北九州市門司区・小倉北区・小倉南区・戸畑区の各区。体育コースは福岡県全域。

## 部活動
- バレーボール部（女子）★ - 春の高校バレー9回出場、高校総体9回出場（2012年ベスト4）
- 硬式野球部★
- サッカー部（男子・女子）★
- 陸上競技部★
- 剣道部★
- バスケットボール部★
- ソフトテニス部
- テニス部
- バドミントン部
- 應援團部
- 総合部
- ESS部
- 写真映像部
- 吹奏楽部
- 家庭部
- 文芸部
- 書道部
- リビング部
- 放送部
- 美術部
- 茶華道部
- 魚部
- 人権教育研究部

★は強化指定部

## 交通
- 北方駅より徒歩8分
- 西鉄バス北九州「北方一丁目」バス停より徒歩5分、「南区役所」バス停より徒歩3分

## 著名な出身者

### 芸術・文化・芸能
- お宮の松（たけし軍団）
- 清水健太郎（タレント）
- 深見亮介（俳優）
- デルマパンゲ（芸人）

### スポーツ
- 柴原洋（プロ野球）- 元福岡ソフトバンクホークス
- 渡辺翔太（プロ野球）- 東北楽天ゴールデンイーグルス
- 山本浩之（車椅子陸上）
- 片山彰（競輪）
- 上本茂基（ラグビー）
- 田井中啓彰（ラグビー）
- 坂本奈々香（バレーボール）
- 金森晴香（バレーボール）
- 石橋桃子（バレーボール）